# B-300
B-300 — израильский гранатомёт, предназначенный для уничтожения бронированной и автомобильной техники. По принципу работы аналогичен французскому гранатомёту «Стрим». Реактивная противотанковая граната исходной модели обеспечивает пробивание 400 мм гомогенной броневой стали при прямом попадании.

## История
Гранатомёт был разработан компанией IMI для замены РПГ-7. Может применяться для разрушения полевых фортификационных сооружений и иных защищённых целей, проделывания проходов в заграждениях, стенах зданий.

## Конструкция

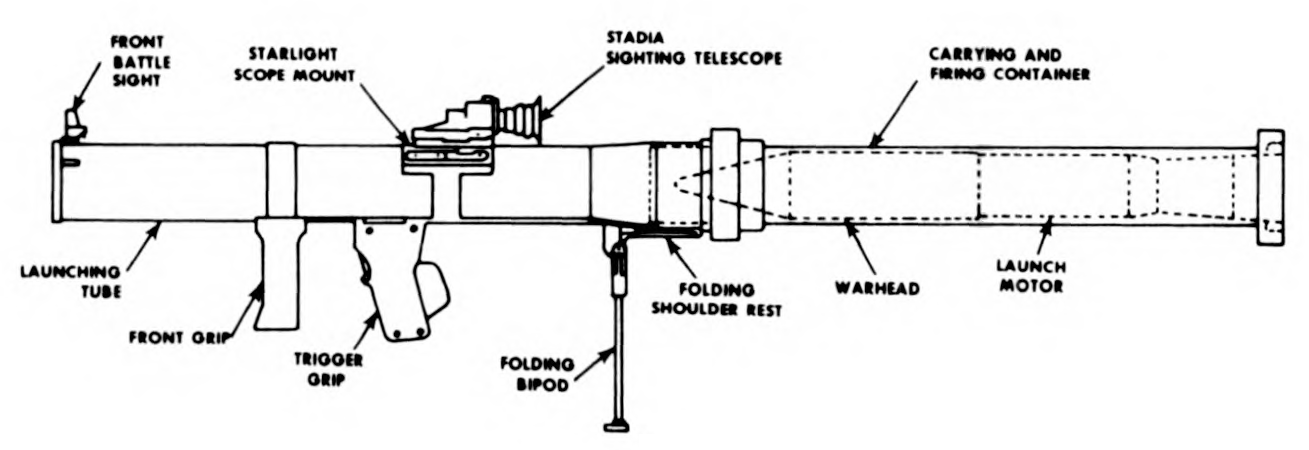
Устройство B-300 с пристыкованным выстрелом

В конструкции пускового устройства гранатомета используется давно отработанная в противотанковых гранатометах схема. Пусковая труба многоразового использования в задней части имеет уширение для отвода выходящих газов реактивного боеприпаса.
B-300 может быть оснащён оптическим прицелом или ночным прицелом "Starlite".

## Применяемые боеприпасы
- HEAT Mk.1 — кумулятивный выстрел
- HEAT Mk.2 — кумулятивный выстрел
- HEFT (High-Explosive Follow Through) — бронебойно-фугасный выстрел для борьбы с укреплениями. Аналогичные ракеты в ВС США обозначаются HEAT-HEDP (кумулятивные двойного назначения).

## Варианты и модификации

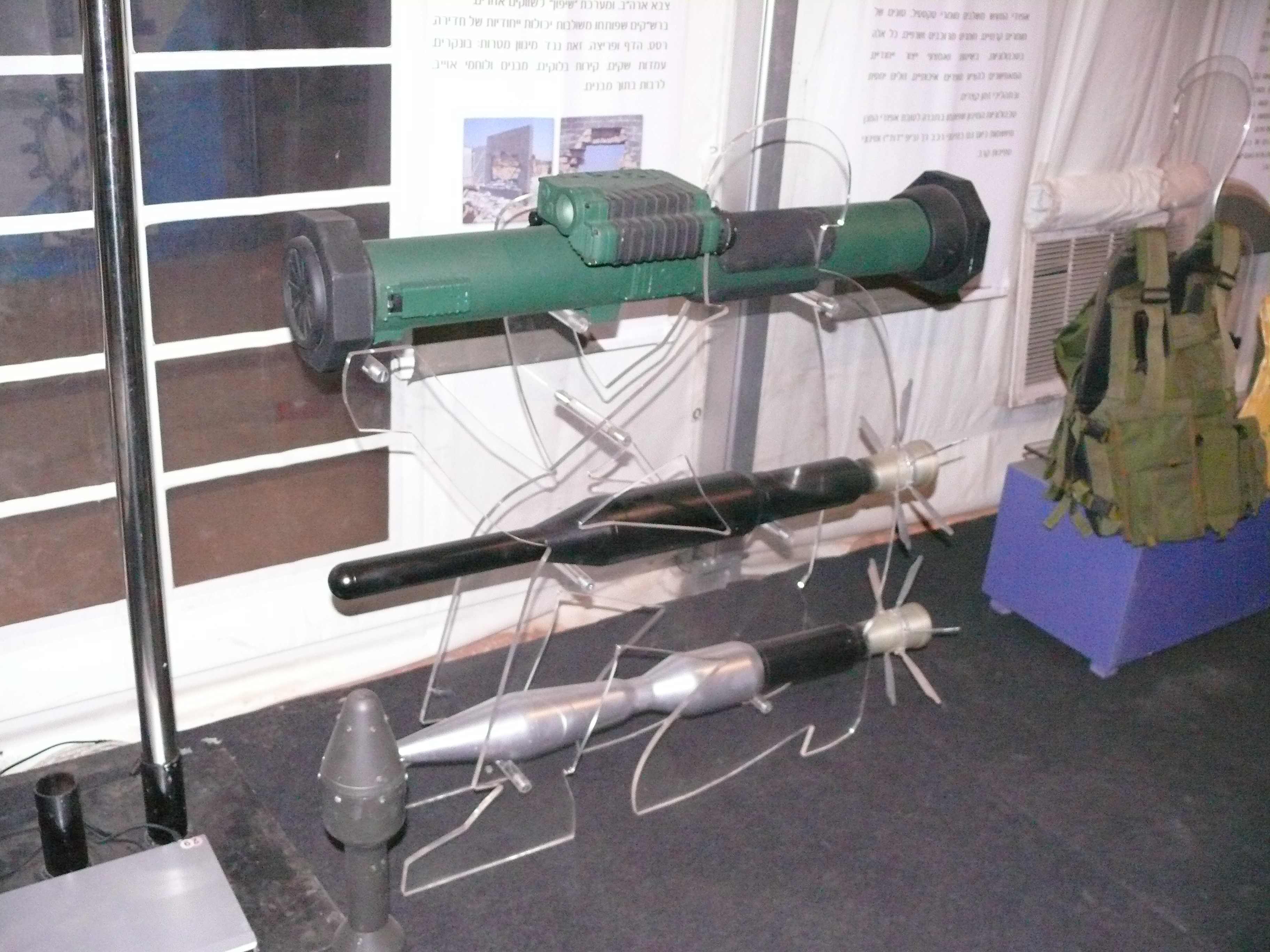
Шифон

- США — 83-мм модифицированный вариант SMAW, принят на вооружение Корпуса морской пехоты США (проходил испытания в 1983-1984 наряду с американскими и иностранными конкурирующими образцами[3]). Выпускается по лицензии фирмой Talley Defense Systems. Ранее производился компанией McDonell Douglas.
- Израиль — Шифон (ивр. שִׁיפוֹן‎, буквально рожь, англ. shiphon), разработан в конце 1990-х годов. Дальность эффективной стрельбы из гранатомета — до 600 м. Бронепробиваемость за динамической защитой — 800 мм. Стоимость реактивной гранаты в одноразовом ТПК 2,500 долларов, СУО — 10,000 долларов.

## Страны-эксплуатанты
- Азербайджан — по данным SIPRI[4], небольшая партия закуплена для Cухопутных войск Азербайджана в 2009 году.
- Израиль — принят на вооружение в 1982 году[2]
- Индия — имеются на вооружении Полка парашютистов и групп специального назначения Para (SF). Обозначаются как Shipon 82mm Rocket.
- Тринидад и Тобаго — по состоянию на начало 2011 года, 13 шт. на вооружении армии[5]
- Эстония — партия гранатомётов закуплена в начале 1990-х[6][7]. Списаны между 2008 и 2013 годами.